# Horodok, Semenivka
Horodok (în ucraineană Городок) este un sat în comuna Tîmonovîci din raionul Semenivka, regiunea Cernihiv, Ucraina.